# بتی لاوت
بتی لاوت (متولد بتی جو هاسکینز، ۲۹ ژانویه ۱۹۴۶) یک خواننده سول آمریکایی است که اولین آلبوم خود را در شانزده سالگی ساخت.
لاوت در ماسکگون، میشیگان به دنیا آمد و در دیترویت بزرگ شد. برخلاف بسیاری از معاصرانش، او آواز خواندن را در کلیسا آغاز نکرد، بلکه در اتاق نشیمن والدینش شروع به خواندن R&B و موسیقی کانتری و غربی کرد. او به عنوان یک کاتولیک بزرگ شد.

## آهنگ‌شناسی

### آلبوم‌ها
| آلبوم                               | سال       | برچسب               | رسانه‌ها                    |
| ----------------------------------- | --------- | ------------------- | -------------------------- |
| به من دروغ بگو                      | ۱۹۸۲ ۲۰۰۸ | موتاون موسیقی قرقره | LP, CD                     |
| قرار نیست دو بار اتفاق بیفتد        | ۱۹۹۰      | موتور سیتی          | سی دی وارد کنید            |
| زنی مثل من                          | ۲۰۰۳      | بلوز اکسپرس         | سی دی                      |
| من جهنم خودم را برای بالا بردن دارم | ۲۰۰۵      | ضد، DBK کار می‌کند   | سی دی، ال پی               |
| صحنه جنایت                          | ۲۰۰۷      | ضد                  | سی دی، ال پی               |
| تغییری در جلسات خواهد آمد           | ۲۰۰۹      | ضد                  | EP فقط برای دانلود دیجیتال |
| تفاسیر: کتاب آهنگ راک بریتانیا      | ۲۰۱۰      | ضد                  | سی دی                      |
| سپاسگزار و متفکر                    | ۲۰۱۲      | ضد                  | سی دی، ال پی               |
| شایسته                              | ۲۰۱۵      | قرمز آلبالویی       | سی دی، دانلود، پخش         |
| چیزها تغییر کرده‌اند                 | ۲۰۱۸      | Verve               | سی دی، ال پی، دانلود، پخش  |
| پرندگان سیاه                        | ۲۰۲۰      | Verve               | سی دی، ال پی، دانلود، پخش  |
| لاوت!                               | ۲۰۲۳      | جی وی               | سی دی، ال پی، دانلود، پخش  |

### تالیفات
| آلبوم                                                                                                  | سال        | برچسب                | یادداشت                                                    |
| --- | ---------- | -------------------- | ---------------------------------------------------------- |
| نزدیکتر به شما: ضبط‌های SSS                                                                             | ۱۹۹۰       | چارلی                |                                                            |
| بهترین‌های ضبط شده در شهر موتور                                                                         | ۱۹۹۶       | شهر موتور            | انتشار مجدد با عنوان خطر، دلشکستگی، مرده پیش رو – بهترین‌ها |
| Bluesoul Belles: The Complete Cala, Port و Roulette Recordings                                         | ۱۹۹۹، ۲۰۰۵ | غرب ساید، ایالت ساید | با کارول فران                                              |
| سوغاتی                                                                                                 | ۲۰۰۰       | هنر و روح            | Atco LP اصلی که قبلاً منتشر نشده بود از سال ۱۹۷۳            |
| اجازه دهید من آسان در کنسرت                                                                            | ۲۰۰۰       | رکوردهای مونیخ       |                                                            |
| Take Another Little Piece of My Heart: The Classic Memphis Recordings اواخر دهه ۶۰ با The Dixie Flyers | ۲۰۰۶       | Varese Sarabande     | آهنگ‌های Nearer to You را کپی می‌کند                         |
| کودک دهه هفتاد: ضبط کامل آتلانتیک/آتکو                                                                 | ۲۰۰۶       | راینو دست‌ساز         |                                                            |
| وظیفه خود را انجام دهید: ضبط کامل روباه نقره ای / SSS                                                  | ۲۰۰۶، ۲۰۰۹ | Sundazed (LP, CD)    | آهنگ‌های Nearer to You را کپی می‌کند                         |

### ظواهر تألیفی
| عنوان                                                          | سال  | آلبوم                                                                    | هنرمندان              | برچسب                   |
| -------------------------------------------------------------- | ---- | ------------------------------------------------------------------------ | --------------------- | ----------------------- |
| " رئال واقعی رفت "                                             | ۲۰۰۳ | Vanthology: ادای احترام به ون موریسون                                    | هنرمندان مختلف        | شواهد و مدارک           |
| "شب زمان مناسب است" {{سخ}} "فینال دم دم"                       | ۲۰۰۵ | وارد شیار شوید - زنده                                                    | هنرمندان مختلف        | نورتون                  |
| "چی شده برادر"                                                 | ۲۰۰۶ | چه خبر است                                                               | گروه برنجی دوجین کثیف | فریاد زدن! کارخانه      |
| " خیابان‌های فیلادلفیا "                                        | ۲۰۰۷ | آهنگ آمریکا                                                              | هنرمندان مختلف        | سی ببر                  |
| " کسب کار کثیف هیچ کس نیست" "وقتی امروز صبح از خواب بیدار شدم" | ۲۰۱۷ | موسیقی از The American Epic Sessions: Original Motion Picture Soundtrack | هنرمندان مختلف        | لو-مکس، کلمبیا، مرد سوم |

### تک آهنگها
| عنوان                                                                | سال         | برچسب                         | شماره کاتالوگ | یادداشت‌ها                   |
| -------------------------------------------------------------------- | ----------- | ----------------------------- | ------------- | --------------------------- |
| "مرد من - مرد عاشق" / "دستت رو ببند"                                 | ۱۹۶۲        | آتلانتیک                      | ۲۱۶۰          | شماره 7 R&Bتحقیق و توسعه    |
| "شما هرگز تغییر نخواهید کرد" / "من اینجا هستم"                       | ۱۹۶۳        | آتلانتیک                      | ۲۱۹۸          |                             |
| "جادوگری در هوا" / "تو عشق را کشتی"                                  | ۱۹۶۳        | لوله                          | ۱۲۳           |                             |
| " (خوشبختی شما را خواهد کرد) یک کمی کم"                              | ۱۹۶۴        | عصا                           |               | منتشر نشده                  |
| "بگذار من به راحتی آرام شوم" / "آنچه نمی‌دانم (به من آسیب نمی‌رساند) " | ۱۹۶۵        | کالا                          | ۱۰۲           | شماره 20 R&B                |
| "من در همه جا احساس خوبی دارم" / "فقط عشق تو می‌تواند مرا نجات دهد"   | ۱۹۶۵        | کالا                          | ۱۰۴           |                             |
| "به من رودخانه ای بنزین"                                             | ۱۹۶۵        | کالا                          |               | منتشر نشده                  |
| "او تو را دوست ندارد مثل من تو را دوست دارم"                         | ۱۹۶۵        | کالا                          |               | منتشر نشده                  |
| "من فقط یک احمق برای شما هستم" / "به عنوان یک مرد ایستاد"            | ۱۹۶۶        | کالا                          | ۱۰۶           |                             |
| "من در ادامه دارم" / "به بی معنی اشک می‌کشم"                          | ۱۹۶۶        | چرخ بزرگ                      | ۱۹۶۹          |                             |
| "تقریبا" / "عشق جهان را به گرد می‌کند"                                | ۱۹۶۸        | کارن                          | ۱۵۴۰          |                             |
| "از اینجا دور شو" / "حال من چه است"                                  | ۱۹۶۸        | کارن                          | ۱۵۴۴          |                             |
| "دربارهٔ دوستانم کمکم می کنن" / "هی عشق"                              | ۱۹۶۹        | کارن                          | ۱۵۴۵          |                             |
| "بگذار من آرام باشم" / "تکتی به ماه"                                 | ۱۹۶۹        | کارن                          | ۱۵۴۸          |                             |
| "از من زن ساخت" / "به تو نزدیک تر شد"                                | ۱۹۶۹        | فاکس نقره ای                  | ۱۷            | شماره 25 R&B                |
| "کار خود را انجام بده" / "عشق مرا احمق ساخت"                         | ۱۹۷۰        | فاکس نقره ای                  | ۲۱            | شماره 38 R&B                |
| "بازی‌های مردم" / "قطار من داره میاد"                                 | ۱۹۷۰        | فاکس نقره ای                  | ۲۴            |                             |
| "کشی از قلبم" / "در رحمتی که یک مرد دارد"                            | ۱۹۷۰        | SSS بین‌المللی                 | ۸۳۹           |                             |
| "من را زن ساخت" / "ترین من می‌آید"                                    | ۱۹۷۰        | SSS بین‌المللی                 | ۹۳۳           |                             |
| "با هانک بالارد"                                                     | ۱۹۷۰        | SSS بین‌المللی                 | ۹۴۶           |                             |
| "سلام، آفتاب" (با هانک بالارد)                                       | در سال ۱۹۷۰ | SSS بین‌المللی                 |               | منتشر نشده                  |
| "من عاشقم"                                                           | ۱۹۷۰        | فاکس نقره ای                  |               | منتشر نشده                  |
| "ما باید دور و بر بریم"                                              | در سال ۱۹۷۰ | SSS بین‌المللی                 |               | منتشر نشده                  |
| "به گفتن آسان تر است"                                                | در سال ۱۹۷۰ | SSS بین‌المللی                 |               | منتشر نشده                  |
| "نه عشق من" / "عاصفه"                                                | ۱۹۷۱        | TCA                           | ۰۰۱           |                             |
| "دل طلا" / "تو بیدار میشی عاقلتر"                                    | ۱۹۷۲        | آکو                           | ۶۸۹۱          |                             |
| "مبارک است که گریه کنید" / "روح تامانورین"                           | ۱۹۷۳        | آکو                           | ۶۹۱۳          |                             |
| "از عشقم سپاسگزارم" / "تو مرا مؤمن ساختی"                            | ۱۹۷۵        | حماسی                         | ۵۰۱۴۳         | شماره 94 R&B                |
| " پشت درهای بسته " / " تو مرد حرفی هستی من زن عمل هستم "             | ۱۹۷۵        | حماسی                         | ۵۰۱۷۷         |                             |
| "حس"                                                                 | ۱۹۷۸        |                               |               | منتشر نشده                  |
| "شوشرنگ"                                                             | ۱۹۷۸        |                               |               | منتشر نشده                  |
| "به بهترین شکل می‌توانم پیت ۱" / "به بهترین اندازه می‌توانم پیتی ۲"    | ۱۹۷۸        | وست اند                       | ۱۲۱۳          | شماره ۱۳ آهنگ‌های باشگاه رقص |
| "در وسط (از عاشق شدن) " / "تو یکی را دیده‌ای همه را دیده‌ای"           | ۱۹۸۲        | موتوون                        | ۱۵۳۲          | شماره 35 R&B                |
| "من نمی‌توانم متوقف شوم" / "هر دو صورت از دست می‌دهیم"                 | ۱۹۸۲        | موتوون                        | ۱۶۱۴          | شماره 35 R&B                |
| "ترانس رقص پتی ۱" / "ترانس رقص پتی ۲"                                | ۱۹۸۴        | شاه خیابانی                   |               |                             |
| "دوشمن نمی‌شود"                                                       | ۱۹۹۰        | شهر موتور                     |               | فقط انگلستان                |
| "چشمونه" / "بارد"                                                    | ۱۹۹۷        | بار هیچ                       |               | فقط کاست                    |
| "آخرین خداحافظی" (اودهسا کار Bettye LaVette)                         | ۲۰۲۲        | کلکتهٔ خانواده خارجی/نینجا تون |               | رقص شماره ۱۰                |
| "پلان بی"                                                            | ۲۰۲۳        | جای وی                        |               |                             |